# Mercairuña
La empresa Mercados Centrales de Abastecimiento de Pamplona (Mercairuña. S.A.) es un mercado mayorista fundado en 1974 que empezó a funcionar en 1979. Abastece al Área metropolitana de Pamplona, el conjunto de Navarra y las zonas limítrofes.

## Características
Ocupa una superficie de 170.000 m² en el Polígono Soto de Azoaín, Pamplona, en un eje de buenas comunicaciones con las salidas de Navarra a las vías principales de comunicación con el País Vasco, Aragón y La Rioja.
La empresa fue creada como sociedad pública de mayoría de capital municipal (Ayuntamiento de Pamplona, 51%) y la participación de MERCASA (40%) y la Comunidad Navarra (9%). El desembolso inicial fue de 350 millones de pesetas.
Las instalaciones estuvieron pensadas en un inicio para el establecimiento de servicios mayoristas de productos frescos como pescado, carne, fruta y verduras, así como para albergar este tipo de productos. En 1988 se lleva a cabo una ampliación con servicios complementarios como una Inspección Técnica de Vehículos, centro de clasificación y reciclje de residuos así como un amplio espacio multiusos que serviría para incorporar nuevos servicios. En 2001 sufre un grave incendio que obliga a su restauración.

## Curiosidades
Esta entidad está participada por la Corporación Pública Empresarial de Navarra.